# Tetsuya Yamazaki
Tetsuya Yamazaki (født 25. juli 1978) er en tidligere japansk fodboldspiller.
Han har spillet for flere forskellige klubber i sin karriere, herunder Oita Trinita og Cerezo Osaka.